# Subcancilla foveolata
Subcancilla foveolata är en snäckart. Subcancilla foveolata ingår i släktet Subcancilla och familjen Mitridae. Inga underarter finns listade i Catalogue of Life.